# Gabriela Loran
Gabriela Loran (São Gonçalo, 18 de maio de 1993) é uma atriz brasileira. Foi a primeira atriz transgênero a interpretar uma personagem trans na televisão brasileira em "Malhação: Vidas Brasileiras", em 2018. Em 2023, recebeu uma indicação para o prêmio de Melhor Atriz no Los Angeles Brazilian Film Festival, por seu papel como Paulinha em "O Último Animal", filme de Leonel Vieira.
Gabriela Loran também é embaixadora da L'Oréal Paris.

## Biografia
Gabriela Loran nasceu em São Gonçalo, região metropolitana do estado do Rio de Janeiro. Cursou Artes Cênicas na Casa das Artes de Laranjeiras (CAL), onde se descobriu transgênero, iniciando a transição aos 23 anos. Nesta época, trabalhou como atendente de farmácia, garçonete, e fez trabalhos não remunerados como atriz.
Em 2018, entrou para o elenco de Malhação, onde viveu o papel da transexual Priscila, uma drag professora de dança. Como ela mesma reconhece, "Malhação me abriu muitas portas por ser a primeira atriz trans a participar". Todavia, ressalta que apesar do título de "primeira atriz trans de Malhação", "ser trans não define a Gabriela. Gabriela é plural".
Em 2019, interpretou o papel de Paulinha, filha de um contraventor, no filme luso-brasileiro O Último Animal, dirigido por Leonel Vieira. A obra teve sua primeira exibição no 50º Festival de Gramado, em 2022, e atingiu os mercados internacionais no ano seguinte. Gabriela comemorou sua participação no filme por ter marcado vários "primeiros" em sua carreira: "foi minha primeira protagonista, minha primeira indicação, meu primeiro filme internacional". O Último Animal estreou nos cinemas portugueses em novembro de 2023, mês em que a atriz foi indicada ao prêmio de Melhor Atriz no Los Angeles Brazilian Film Festival. A vencedora foi Vera Holtz. No Brasil, o filme só chegou às salas de cinema em março de 2024.
Depois de participar de várias produções no Canal Brasil, em 2021 foi designada para um papel de destaque na série da Globoplay Arcanjo Renegado, onde interpretou Giovanna, a chefe de gabinete da presidência da Assembleia Legislativa do Rio de Janeiro (Alerj). No ano seguinte, a atriz reprisou o papel na segunda temporada da série, retornando também na terceira temporada, já escrita pelo roteirista José Júnior.
Em 2022 viveu o papel de Luana, amiga e confidente da protagonista Clarice na novela Cara e Coragem, da Rede Globo. A atriz também integrou o elenco do humorístico Novela, coprodução do Porta dos Fundos com a Prime Video, onde contracena com Monica Iozzi e Miguel Falabella.
Em 2024 interpreta Maitê, amiga de Isabela/Buba (Gabriela Medeiros) na novela das 21h Renascer, da Rede Globo.Em 2025, foi escalada para Três Graças, de Aguinaldo Silva, retornando ao horário das 21h como a farmacêutica Viviane. 
Atualmente, Gabriela Loran está em sua segunda graduação, em psicologia.

## Identidade e discriminação
Gabriela Loran é uma ativista da visibilidade trans na mídia brasileira, mas ressalta que apenas conquistar esse espaço não é o bastante:
| “ | Só combateremos o preconceito sendo vistas como protagonistas. Bato o pé que a gente tenha personagens com carga dramática cujo foco não seja a identidade de gênero. | ” |

A atriz conta que nunca escondeu sua orientação sexual, mas que antes de cursar artes cênicas, "não sabia nomear o que eu era. O teatro foi um divisor de águas na minha vida e me ajudou a aflorar quem eu sempre fui". Relata que no início da carreira, sofreu preconceito de variadas formas, desde ser expulsa de banheiros (femininos) até ter que interpretar travestis caricatas. Mesmo tendo essa carga de homofobia diminuído com sua exposição na mídia, ela ainda está presente, ressalta.
Em 30 de janeiro de 2024, a atriz se submeteu a uma cirurgia de redesignação de sexo, na Tailândia. Afirma que "sempre quis ser mulher desde criança", mas por falta de informação, só pôde perceber essa possibilidade ao ver Roberta Close no programa do Ratinho. Foi então que compreendeu que havia a possibilidade de "virar mulher", como ela mesma diz. Recebeu apoio integral da família para o procedimento, mas também ataques nas redes sociais, após ter disponibilizado um vídeo onde aparece no hospital, urinando pela primeira vez após a redesignação. Ela diz que já esperava esse tipo de reação:
| “ | Sobre o vídeo do xixi, eu esperava sim que ia ser falado e ia atingir muitas pessoas porque eu estou quebrando barreiras, tocando no tabu. E, sem dúvida, isso para mim é muito potente porque eu quero informar e vou informar. E se eu vim para esse mundo foi, literalmente, para trazer conhecimento e disseminar o amor. Então, eu vou contrapor todo esse ódio e essa desinformação com conhecimento, informação, letramento e amor. | ” |

## Carreira artística
| Ano       | Título           | Personagem       | Canal de TV        | Notas                                   |
| --------- | ---------------- | ---------------- | ------------------ | --------------------------------------- |
| 2018      | Malhação         | Priscila         | Rede Globo         |                                         |
| 2020–2021 | Perdido          | Inayara Birigüi  | Canal Brasil       |                                         |
| 2022–2024 | Arcanjo Renegado | Giovanna         | Globoplay          |                                         |
| 2022      | Cara e Coragem   | Luana            | Rede Globo         |                                         |
| 2023      | Novela           | Lucrécia         | Amazon Prime Video |                                         |
| 2024      | Renascer         | Maitê            | Rede Globo         | Participações                           |
| 2024      | Body By Beth     | Cintia Braga     | Max                |                                         |
| 2025      | Falas Femininas  | Branca / Paquita | Rede Globo         | Especial do Dia Internacional da Mulher |
| 2025      | Três Graças      | Viviane          | Rede Globo         |                                         |

### Cinema
| Ano  | Filme                   | Personagem      | Notas |
| ---- | ----------------------- | --------------- | ----- |
| 2022 | O Último Animal         | Paulinha        |       |
| 2022 | Barba, Cabelo & Bigode  | Adriana Franzão |       |
| 2025 | Gambiarra: Uga Uga Show | Stella          |       |